# Чайковський Василь Якович
Василь Якович Чайковський (нар. 30 грудня 1921 — пом. 9 червня 2004) — український філософ, публіцист, педагог.

## Біографія
Народився 30 грудня 1921 року в с. Романківці, тепер Сокирянського району Чернівецької області, в сім'ї вчителя і учасника Хотинського повстання 1919 року. У 1938 р. організував підпільну організацію, яка виступала за приєднання Буковини до Радянської України. Румунським військовим трибуналом двічі був засуджений до розстрілу, карався у фашистських таборах за антирумунські виступи. У 1955 р. закінчив філологічний факультет Чернівецького державного університету (ЧДУ). Помер 9 червня 2004 р. у м. Чернівці.

## Творча, наукова діяльність
Вчителював, працював інспектором шкіл райвно Новоселицького і Герцаївського районів Чернівецької області. Впродовж 1964—1986 рр. — на кафедрі філософії ЧДУ: лаборант, завідувач кабінету, викладач, доцент. У 1994—1996 рр. — доцент Чернівецького обласного інституту післядипломної освіти. Кандидат філософських наук (1975).

## Праці ученого
- Чайковський В. Я. Монографія «Ленінська теорія відображення як метод дослідження специфіки мистецтва». — Кишинів, 1978; (у співавторстві з О. І. Бабієм).
- Чайковський В. До питання про походження мистецтва (1965).
- Чайковський В. Я. Костичани [про село у Новоселицькому районі] // Історія міст і сіл УРСР. Чернівецька область. — Київ, 1969. — С.437-446. (У співавторстві: А. В. Нікорич, С. І. Діхтяр, А. О. Янюк).
- Чайковський В. Основні соціальні функції художнього образу як основи відображення в мистецтві (1971).
- Чайковський В. Аристотель. Мистецтво і сучасність (1978).